# Bren (arme)
Pour la commune française, voir Bren.
 (juillet 2023).

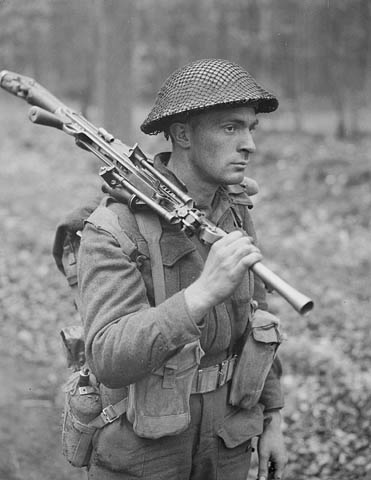
Soldat de l'armée canadienne portant un Bren sur son épaule durant la Seconde Guerre mondiale.

Le Bren (ou BREN) est un fusil-mitrailleur (FM) de fabrication britannique. Dérivé du FM tchécoslovaque ZB-30, il est en service depuis 1937 dans la British Army (l'armée de terre britannique), dans de nombreuses versions. Son nom combine Br et en, premières lettres de ses deux sites d'invention, Brno (en Tchécoslovaquie) et Enfield, un borough de Londres.

## Histoire
En mai 1935, le Royaume-Uni obtint la licence de fabrication du modèle tchécoslovaque ZBG-34, une version modernisée du modèle 26. La principale modification est le changement du calibre, au lieu du 7,92 × 57 mm tchèque, la nouvelle arme utilise le .303 British (7,7 mm).
Au cours de la Seconde Guerre mondiale, l'Australie (Manufacture d'armes légères de Lithgow), l'Inde britannique (arsenal d'Ichhapur (en)) et le Canada (John Inglis & Co) suppléèrent l'arsenal d'Enfield (ayant construit 280 000 Bren) et le groupe britannique Monotype pour armer les Alliés, la Chine et les mouvements de résistance (dont les FFI et FFL) en guerre contre le Troisième Reich et l'empire du Japon.
Cette arme a été produite en quatre versions (Mark 1 à Mark 4) se différenciant par divers détails simplifiant la fabrication et par la longueur du canon. Les MK 1 et 2 furent distribuées aux fantassins, quant aux MK 3 et 4, apparus à la fin du conflit, ils étaient destinés aux parachutistes. Le FM Bren servit occasionnellement d'arme anti-aérienne (avec un trépied spécial) et d'armement principal du Bren Carrier.
Le chargeur cintré (cintrage dû à la conicité de l'étui de sa munition), accueillant 30 coups (rempli seulement de 28 cartouches sur le terrain) étant introduit par le dessus du boîtier-culasse, les organes de visée hausse et le guidon sont décalés sur le côté gauche. Le canon du Bren est interchangeable pour être changé quand il s'échauffe. La crosse, la poignée-pistolet et la poignée de changement de canon du Bren sont en bois.
L'arme, très appréciée des combattants, notamment grâce à sa fiabilité, est produite de 1938 à 1958. Après 1958, de nombreux Bren en .303 British sont convertis en 7,62 OTAN (L4) et continuent à équiper l'armée britannique et de nombreux pays du Commonwealth pour créer une uniformité de munitions avec les fusils L1A1 et les mitrailleuses L7. Les FM Bren connurent la guerre d'Indochine et participèrent ensuite à de nombreux conflits dont la guerre de Corée, la guerre des Malouines ou la guerre du Golfe.

## Variantes
La longue carrière opérationnelle du FM Bren (de 1940 à 1990 environ) explique l'existence de 14 versions.

### Mark 1
Cette version originale produite à partir d'août 1938 est très proche de l'arme tchèque. Il comporte une béquille de crosse repliable.
En 1940, les ingénieurs britanniques y apportent une première modification pour en faciliter la production. Ils créent alors le Mk 1 (M).

### Mark 2
Apparu en 1941, c'est une nouvelle simplification du Mk 1. Il est produit par le groupe Monotype avec des pièces provenant de plusieurs sous-traitants. C'est le modèle le plus répandu des Bren. Les Canadiens en ont fabriqué une variante en 7,92 mm Mauser pour les Chinois nationalistes de Tchang Kaï-chek.

### Fiche technique des Bren Mk 1 et Mk 2
- Munitions : .303 British (7,7x56mm R)/ 8 mm Mauser (Chine)
- Longueur totale : 1,156 m
- Canon : 63,5 cm
- Masse (arme vide) : 10,2 kg
- Masse du chargeur plein : 1,05 kg
- Masse (arme chargée) : 11,25 kg
- Chargeur : 30 coups
- Cadence de tir théorique : 500 coups/min.

### Mark 3
Version allégée et raccourcie du Mk 2 produite à Enfield pour les besoins de la guerre du Pacifique en 1943.

### Mark 4
Modification du Mk 1 en Mk 3. Dernière version du Bren dans son calibre d'origine. Fabriqué en petit nombre de 1944 à 1958.

### Fiche technique des Bren Mk 3 et Mk 4
- Longueur totale : 1,09 m
- Canon : 56,5 cm
- Masse (arme vide): 8,7 kg
- Masse (arme chargée): 9,75 kg

## Les BREN fabriqués après 1945

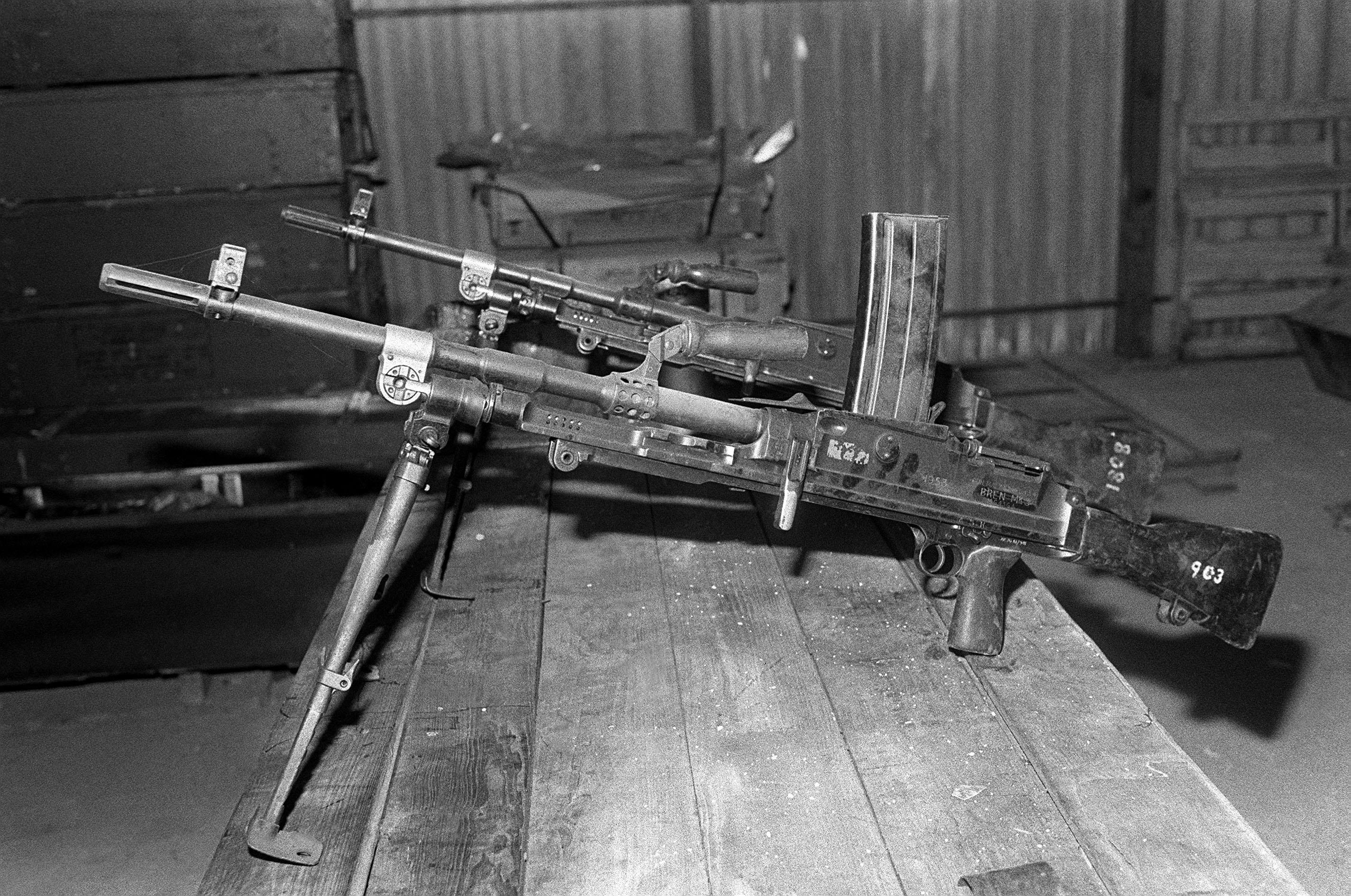
Le L4 peut être facilement différencié du Bren original par son chargeur plus droit (induit par l'emploi du 7.62 OTAN) et son cache-flamme cylindrique hérité de la L7.

Malgré l'adoption du fusil L1A1 et de la mitrailleuse L7 à la fin des années 1950, la British Army et les armées du Commonwealth ont continué d'utiliser des BREN en les adaptant à la munition de 7,62 OTAN.

### La mitrailleuse7,62mm1B: un Bren indien

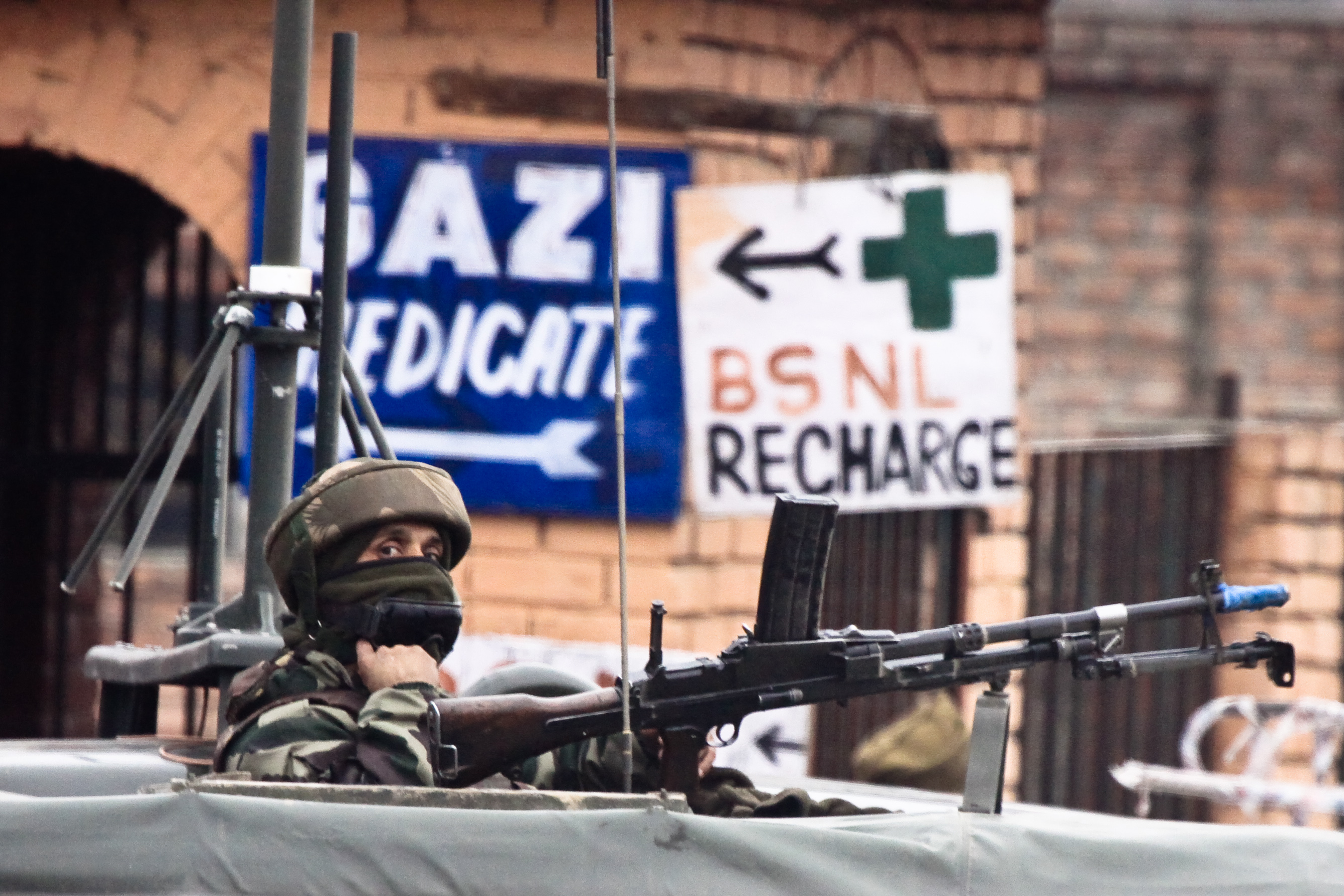
Soldat indien armé d'une MG1B gardant le poste de contrôle routier à l'extérieur de l'aéroport international de Srinagar en janvier 2009.

Les Arsenaux militaires indiens produisent depuis 1960 environ un Bren, sous le nom de Gun Machine 7,62 mm 1B, en l'adaptant au 7,62 OTAN. Cette version locale du L4 servit notamment lors de la guerre sino-indienne.

### Le L4 ou le Bren au standard de l'OTAN

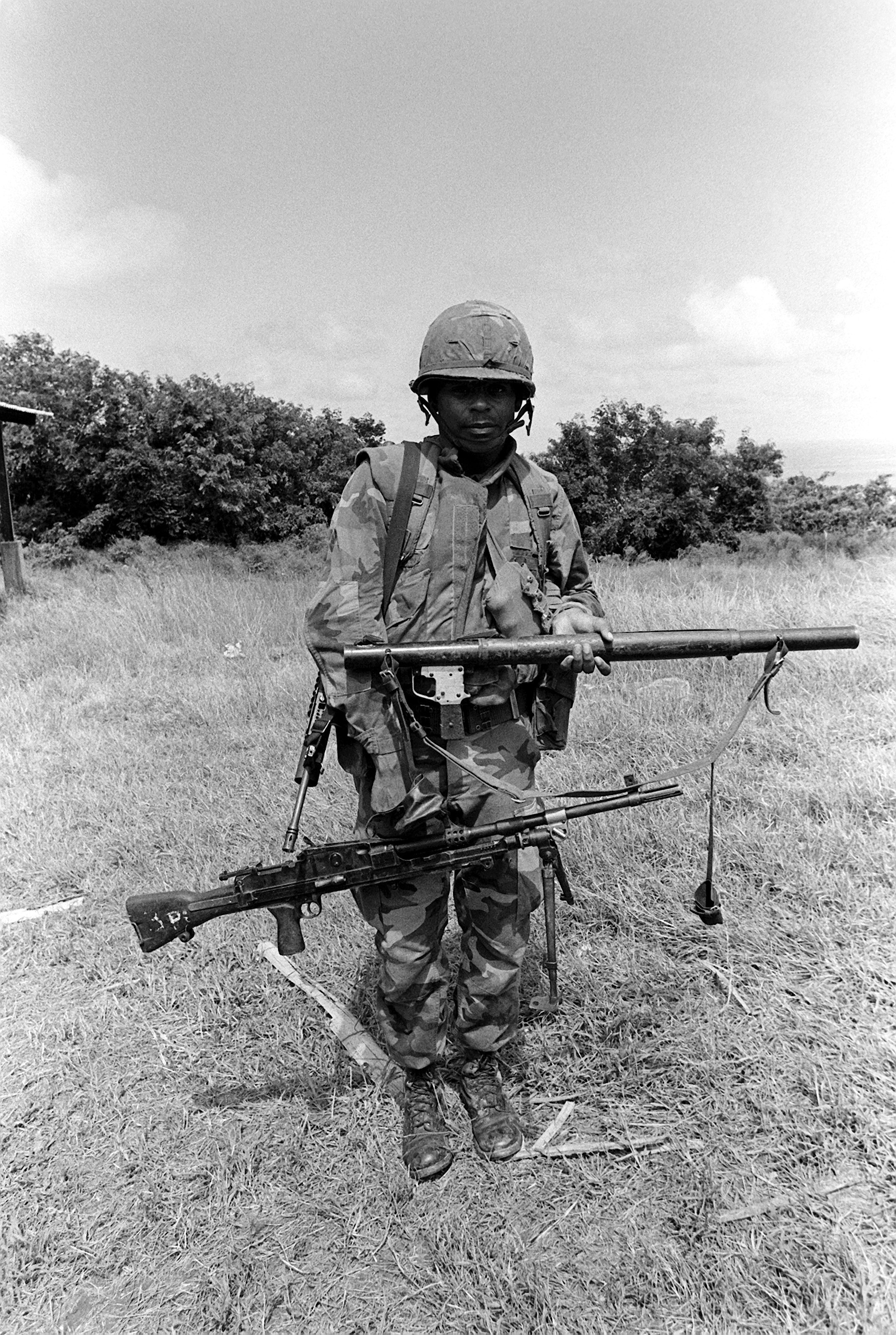
Un Marine US ayant capturé un FM L4 et un LRAC RPG-2 lors de l'invasion de la Grenade.

Apparus en 1958, les Bren L4 au standard OTAN s'identifient facilement par leur nouveau chargeur plus droit et le changement de cache-flamme pour un modèle droit à fente (identique à celui de la mitrailleuse L7). Tous les L4 sont chambrés pour la 7,62 × 51 mm OTAN. Ils sont aujourd'hui remplacés par le LSW L86A1 dans l'armée britannique et par la FN Minimi dans de nombreux pays du Commonwealth. Ils sont néanmoins stockés dans les arsenaux de la Nouvelle-Zélande et de l'Irlande au titre d'armes pour les réservistes jusqu'au début des années 2000.
| Designation | Description                                                            |
| ----------- | ---------------------------------------------------------------------- |
| L4A1        | Conversion du Mk 3. Utilise un bipied Mk I et un canon en acier        |
| L4A2        | Conversion du Mk 3, avec un bipied plus léger. Le canon reste en acier |
| L4A3        | Conversion du Mk 2                                                     |
| L4A4        | Variante du L4A1 avec un canon chromé ou acier                         |
| L4A5        | Bren Mk 3 avec un canon chromé. Produit pour la Royal Navy             |
| L4A6        | L4A1 muni d'un canon chromé                                            |
| L4A9        | Version modifiée pour être utilisée sur un véhicule                    |

## Diffusion
Entre 1940 et 2012, les fusils-mitrailleurs BREN L4 et MG1 ont été réglementaires ou ont servi d'armes d'appoint aux forces armées ou guérillas de nombreux pays. Par ailleurs, ils ont été utilisés dans les contextes suivantes.

### Europe
- Allemagne de l'Ouest (RFA) (1955)

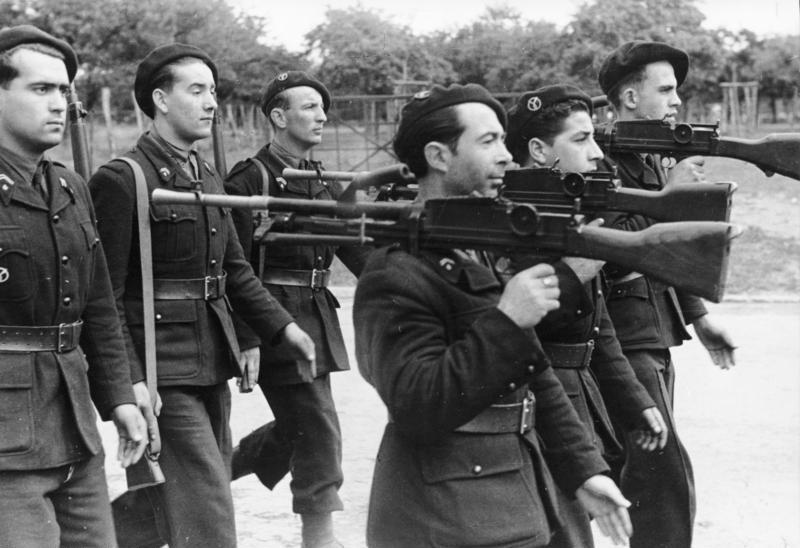
Miliciens pendant leur formation pour lutter contre la Résistance dans la région de Ploërmel, juin 1944. Armement d'origine britannique destiné originellement à la résistance, capturé et distribué à la Milice : fusil Lee Enfield N°4 et fusil-mitrailleur BREN calibre .303 British.

- Belgique : Résistance et Forces belges libres entre 1939 et 1945. Réserviste après l'adoption de la FN MAG.
- Croatie
- Danemark (Résistance entre 1939 et 1945.
- France
  - France Libre : Utilisé par les Forces Françaises Libres et la Résistance française.
  - Régime de Vichy : Des Bren parachutés et, ou capturés sur des maquisards furent remis à la Milice française.
  - Corps expéditionnaire français en Extrême-Orient : surplus britanniques employés conjointement au Vickers-Berthier lors de la guerre d'Indochine.
- Irlande
- Italie
- Luxembourg
- Norvège
- Pays-Bas
- Portugal
- Royaume-Uni
- Grèce (1952)
- Pologne (Résistance et Forces polonaises libres entre 1939 et 1945)
- Yougoslavie

### Afrique
- Afrique du Sud : La Force de défense sud-africaine a déployé des mitrailleuses Bren pendant la guerre frontalière sud-africaine aux côtés des FN MAG plus contemporaines jusqu'en 1978.
- Algérie (ALN)
- Botswana
- République centrafricaine
- Gambie
- Égypte
- Ghana
- Kenya
- Lesotho
- Malawi
- Maurice
- Nigeria
- Ouganda
- Rhodésie du Sud
- Seychelles
- Sierra Leone
- Eswatini
- Tanzanie
- Tchad
- Zambie

### Amérique du Nord et Caraïbes
- Barbade
- Belize
- Canada
- Grenade

### Asie et Océanie
- Afghanistan
- Australie
- Bangladesh
- Brunei
- Cambodge
- République de Chine :  Utilisé par l'Armée nationale révolutionnaire  entre 1942 et 1949 (environ  43 000 F-M produits en 7,92  mm Mauser  au Canada. [ 69 ] Plus tard en 1952, les Arsenaux de Taïwan a produit une version  locale  du Bren Mark 2 : le FM Type 41 en calibre .30-06 Springfield après l'entrée en service du Garand M1.
- Chine : Emploi de nombreux BREN MK 2 capturés sur les troupes du Kuomintang . Armes réutilisées pendant la guerre de Corée  puis modifié pour tirer la 7,62 mm Kalachnikov après l'adoption du Fusil Type 56.
- Hong Kong (Police royale et troupes coloniales)
- Inde
- Indonésie (armes prises aux Hollandais)
- Israël
- Laos
- Malaisie
- Pakistan
- Singapour
- Sri Lanka